# Matriz de Eisenhower

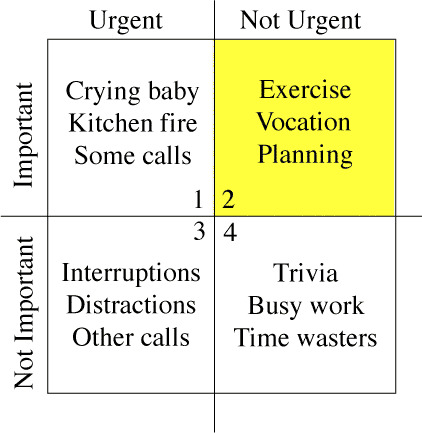
Um exemplo de uma "Matriz de Eisenhower". Os itens são colocados em pontos mais precisos dentro de cada quadrante.

Matriz de Eisenhower ou Princípio da Decisão de Eisenhower é uma ferramenta de Gerenciamento de tempo que tem esse nome em homenagem a Dwight D. Eisenhower, já que ela foi criada após uma citação dita por ele: "Tenho dois tipos de problemas, o urgente e o importante. Os urgentes não são importantes, e os importantes nunca são urgentes." Eisenhower não reivindica essa visão por conta própria, mas atribui-a a um (sem citar nome) "ex-presidente de faculdade".
A matriz, que tem como finalidade a organização de uma rotina, através da priorização de tarefas de acordo com seu grau de urgência e importância, foi criada por Stephen Covey, em seu livro “Os Sete Hábitos das Pessoas Altamente Eficazes”.

## A Matriz
Utilizando o Princípio da Decisão de Eisenhower, as tarefas são divididas em quatro quadrantes, utilizando-se os critérios importantes/sem importância e urgentes/não urgentes.
- Primeiro quadrante: urgente e importante = tarefas a serem concluídas imediatamente
- Segundo quadrante: importante, mas não urgente = tarefas a agendar para mais tarde
- Terceiro quadrante: urgente, mas não importante = tarefas para delegar a outra pessoa.
- Quarto quadrante: nem urgente nem importante = tarefas a serem eliminadas

Assim, as tarefas nos quadrantes são então tratadas da seguinte forma:
| Quadrantes Nível de urgência→ Nível de importância↓ | Urgente (quadrantes 1 e 3)                                                                                         | Não Urgente (quadrantes 2 e 4) |
| --------------------------------------------------- | --- | --- |
| Importante (quadrantes 1 e 2)                       | Atividades que devem ser feitas de forma imediata e pessoal - Exemplo: crises, prazos, problemas, criança chorando | Atividades que podem ser agendadas, mas não podem ser delegadas - Exemplo: relacionamentos, planejamento, recreação                        |
| Sem Importância (quadrantes 3 e 4)                  | Atividades que podem ser delegadas - Exemplo: interrupções, reuniões, chamadas telefônicas sem um propósito claro  | Atividades que podem ser descartadas. - Exemplo: Desperdício de tempo, atividades de lazer, pausas para chá/café desnecessariamente longas |